# Пассаж (Вологда)
Гостиница «Пассаж» — жилой двухэтажный особняк постройки конца XVIII века по улице Возрождения (или улица Марии Ульяновой), в городе Вологде, Вологодской области. Памятник истории и культуры регионального значения.

## История
В XVIII веке на территории, где сейчас стоит здание бывшей гостиницы «Пассаж», размещалась башня Каменного моста. К 1820 году сюда добавились торговые ряды, которые были возведены по проекту первого губернского архитектора Петра Бортникова. Архитектура торговых рядов была настолько успешной, что её элементы взяли за основу при возведении гостиницы «Пассаж» с закругленным фасадом в конце XIX века.
Номера гостиницы расположились на первом этаже, ресторан и магазины — на втором. «Пассаж» был на третьем месте в Вологде по уровню обслуживания после «Золотого якоря» и «Эрмитажа». В 1909 году была произведена внутренняя перестройка здания. Владельцы «Пассажа» заверяли постояльцев в том, что кухня ресторана вне конкуренции во всём городе.
Нижний этаж особняка занимали торговые лавки — бакалейные, колониальные, парфюмерные и гастрономические. Со стороны улицы Кирилловской (ныне ул. Ленина) размещался специальный магазин лимонов, апельсинов, мандаринов, крымских и прочих свежих фруктов.
В 1918 году «Северная федерация анархистов» устроила в здании свою штаб-квартиру. Требования большевиков освободить особняк не было исполнено и тогда здание взяли штурмом. Порядка 100 анархистов были арестованы и получили предписание покинуть Вологду в течение 24 часов.
До 1929 года в строении работали Вологодский уком ВКП(б) и уездный исполком. После здесь разместились медицинские кабинеты городской поликлиники № 1. С 2012 года здесь проводятся реставрационные и ремонтные работы. Городские власти планируют в «Пассаже» открыть туристический центр, гостиницу и ресторан.

## Архитектура
Здание гостиницы «Пассаж» является частью возведённого в конце XVIII века на берегах реки Золотухи Гостиного двора. Начало положила сооружённая композиция из четырёх башен, две из которых расположились со стороны Сенной площади (ныне площадь Революции). В начале 1810-х годов именно в этой части были пристроены торговые ряды. Современный вид здание получило в конце XIX века при новом собственнике Х. П. Кузнецовой.
С 1991 года здание является памятником регионального значения.

## Интересные факты
- По некоторым сведениям, в июле 1917 года именно в ресторане этой гостиницы Сергей Есенин обедал со своей невестой Зинаидой Райх. С ними был и вологодский поэт Алексей Ганин. Допускаются предположения, что здесь мог состояться и свадебный обед поэта[5].
- Пётр Чижиков служил приказчиком в магазине фруктов и кондитерских товаров. Именно его паспорт использовал[6] для побега из Вологды Иосиф Джугашвили (И. В. Сталин), позже вновь задержанный и высланный обратно[1].

## Документы
Приказ от 28.11.2018 г. № 384-О г. Вологда. «Об утверждении границ территорий объектов культурного наследия, расположенных на территории города Вологды». Дата обращения: 15 ноября 2020. Архивировано 28 апреля 2019 года.